# Lingqiu
Lingqiu léase Ling-Chiú (en chino:灵丘县,pinyin:Língqiū xiàn) es un condado bajo la administración directa de la ciudad-prefectura de Datong. Se ubica al norte de la provincia de Shanxi, este de la República Popular China. Su área es de 2732 km² y su población total para 2018 fue +200 mil habitantes. 

## Administración
El condado de Lingqiu se divide en 12 pueblos que se administran en 3 poblados y 9 villas.